# Martin von Tours

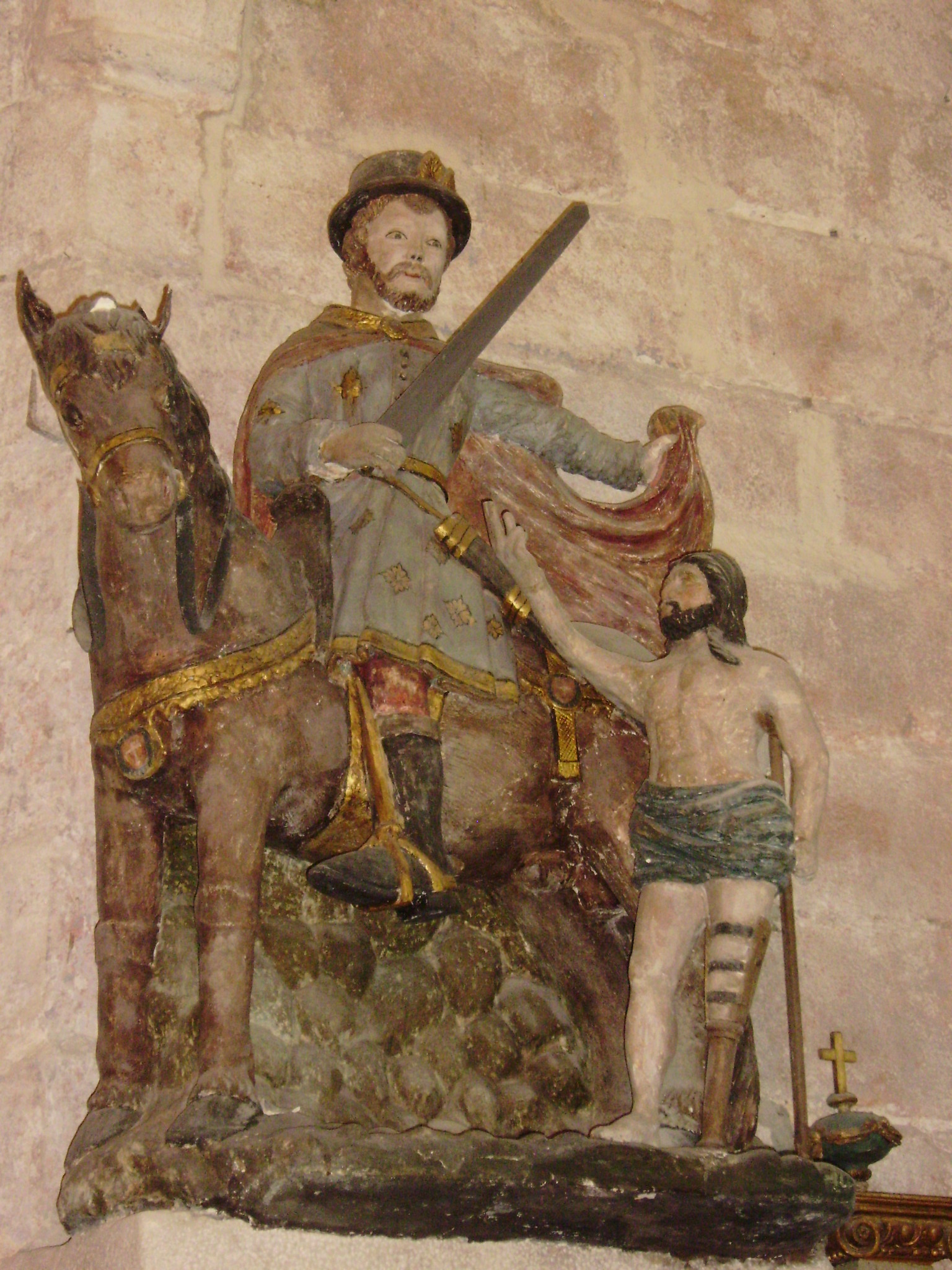
St. Martin in der Kirche Veules-les-Roses, 16. Jahrhundert

Martin von Tours, lateinisch Martinus (* um 316/317 in Savaria, römische Provinz Pannonia prima, heute Szombathely, Ungarn; † 8. November 397 in Candes bei Tours im heutigen Frankreich), war der dritte Bischof von Tours. In der Tradition der katholischen Kirche ist er einer der bekanntesten Heiligen. Er ist der erste, dem diese Würde nicht als Märtyrer, sondern als Bekenner zugesprochen wurde. Er wird auch in den orthodoxen, anglikanischen und evangelischen Kirchen verehrt.

## Leben

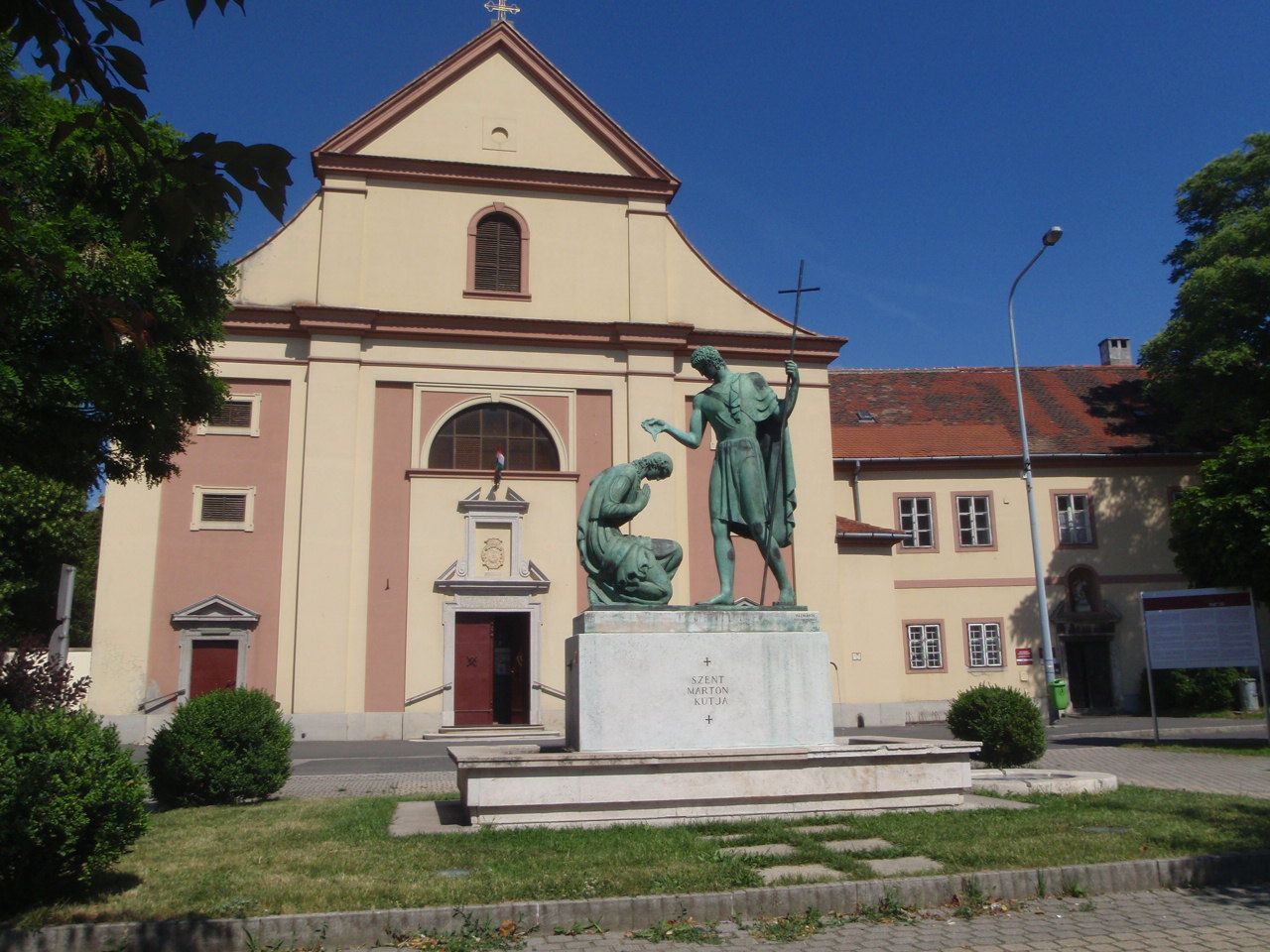
Brunnen von Martin von Tours in seiner Geburtsstadt Szombathely

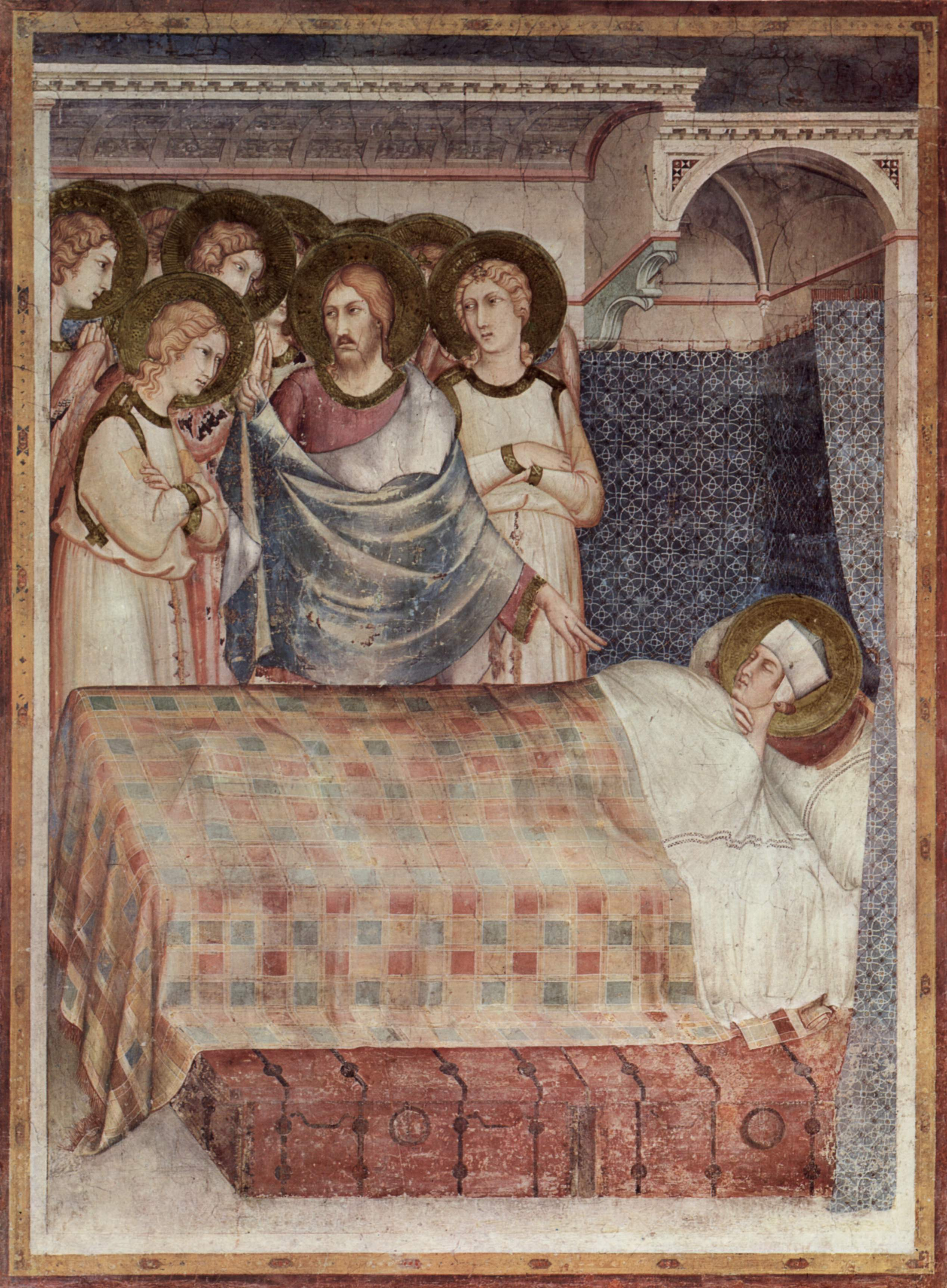
Der Traum des heiligen Martin, Unterkirche der Basilika San Francesco in Assisi, Simone Martini, 1322/26

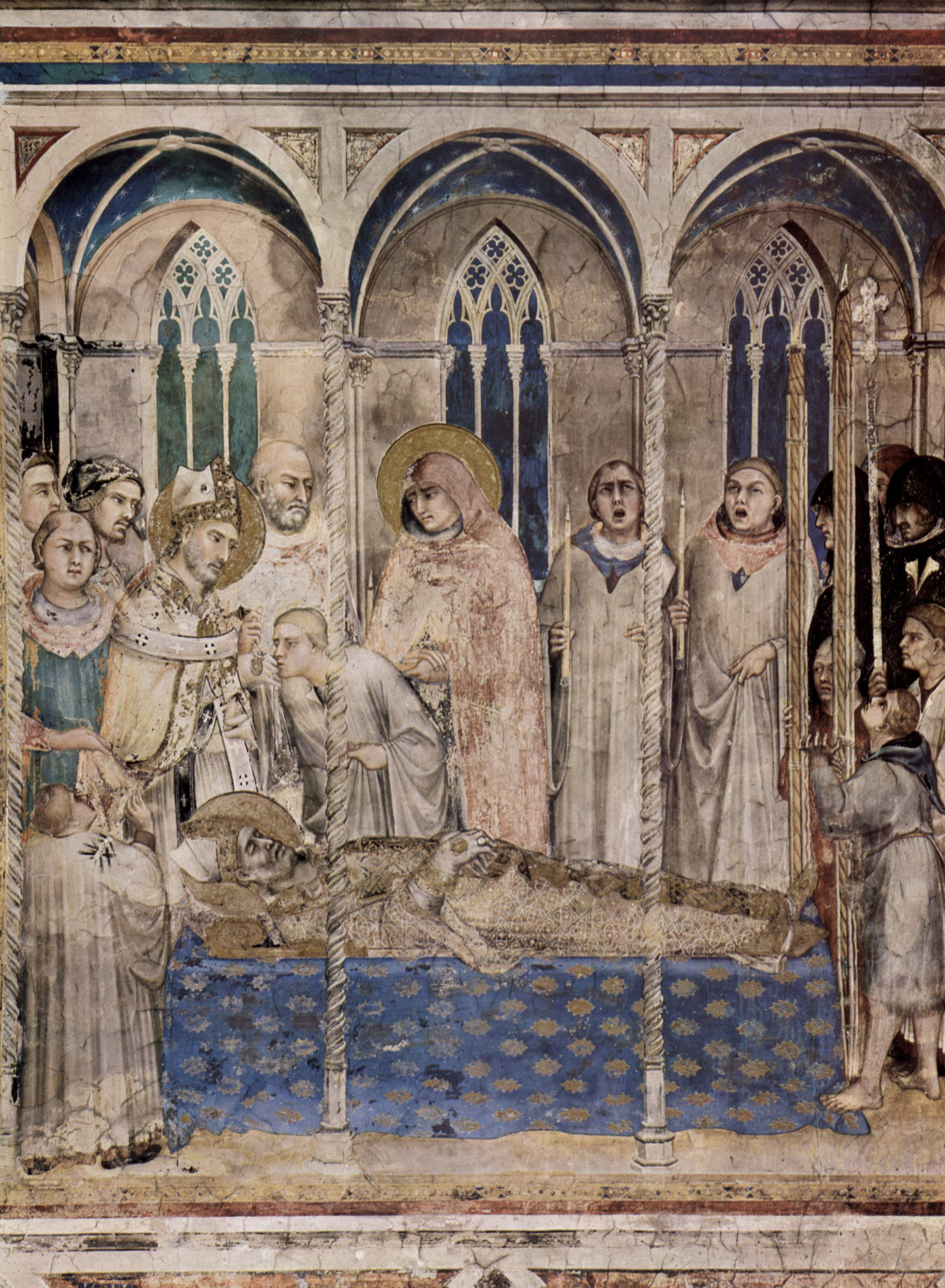
Das Begräbnis des heiligen Martin
Basilika San Francesco, Assisi, Simone Martini, 1322/26

Martinus wuchs als Sohn eines römischen Militärtribuns in Pannonien im heutigen Ungarn auf. Die Jugend verbrachte er in Pavia, der Heimat seines Vaters in Oberitalien, wo er erstmals mit dem Christentum in Berührung kam. Im Alter von zehn Jahren wurde er in die Gruppe der Katechumenen, der Taufbewerber, aufgenommen. Widerwillig beugte Martinus sich dem Gebot des Vaters und schlug eine Militärlaufbahn ein. Als Sohn eines römischen Offiziers war er nach den Bestimmungen Diokletians gesetzlich zum Militärdienst verpflichtet. Im Alter von 15 Jahren wurde er zur Leibwache des Kaisers Konstantin II. nach Mediolanum, das heutige Mailand, eingezogen, das zu der Zeit die Residenz der Kaiser in der westlichen römischen Reichshälfte war.
Ab 334 war Martin als Soldat der Reiterei der Kaiserlichen Garde in Amiens stationiert. Die Episode der Mantelteilung ist in dieser Zeit angesiedelt. Die Gardisten trugen über dem Panzer die Chlamys, einen Überwurf aus zwei Teilen, der im oberen Bereich mit Schaffell gefüttert war. Martins Mantel ist in künstlerischen Darstellungen meist rot, obgleich die Quellen hierzu keine Angaben machen. Martin begegnete am Stadttor von Amiens einem unbekleideten Mann. Außer seinen Waffen und seinem Militärmantel trug Martin nichts bei sich. Das Pferd, von dem herab er in den künstlerischen Darstellungen sich dem Bettler zuwendet, fehlt in der ursprünglichen Fassung der Erzählung. Er teilte seinen Mantel mit dem Schwert und gab eine Hälfte dem Armen. In der folgenden Nacht sei ihm im Traum Christus erschienen, bekleidet mit dem halben Mantel, den Martin dem Bettler gegeben hatte. Im Sinne von Mt 25,35–40  – „Ich bin nackt gewesen und ihr habt mich gekleidet … Was ihr getan habt einem von diesen meinen geringsten Brüdern, das habt ihr mir getan.“ – erweist sich Martin hier als Jünger Jesu.
Im Jahr 351 – also im Alter von 34 oder 35 Jahren – wurde Martinus von Bischof Hilarius von Poitiers getauft. Im Jahr 356 diente Martin unter dem späteren römischen Kaiser Julian im Kampf gegen die Alamannen. Julian zog ein Heer in der Civitas Vangionum (dem heutigen Worms) zusammen, um den anrückenden Germanen zu begegnen. Hier verweigerte Martinus die Teilnahme an der Schlacht mit dem Hinweis, er sei von nun an nicht mehr miles Caesaris, ein Soldat des römischen Kaisers, sondern miles Christi, Soldat Christi, und bat um Entlassung aus dem Armeedienst.
Er zog sich als Einsiedler auf die Insel Gallinara bei Alassio zurück. Bald aber folgten ihm viele Anhänger, sodass er dieses Leben wieder aufgab. Er reiste zu seiner Mutter nach Pannonien, die er zum christlichen Glauben bekehrte. Anschließend begab er sich erneut nach Gallien. Dort errichtete er 361 in Ligugé das erste Kloster des Abendlandes, die Abtei de Ligugé, die später ihm geweiht wurde. Im Jahre 375 errichtete er in der Nähe von Tours das Kloster Marmoutier – monasterium maius. Bald lernte er Liborius, den Bischof von Le Mans, kennen. Mit ihm verband ihn eine lebenslange Freundschaft, und er spendete dem sterbenden Liborius im Juni 397 das Sakrament der Krankensalbung.
Er verkörperte als asketischer Mönch das spätantike Ideal eines Bischofs oder Priesters. Als Nothelfer und Wundertäter wurde Martin schnell in der gesamten Touraine bekannt. Im Jahr 370 oder 371 wurde er zum Bischof von Tours geweiht.
Er festigte die Christianisierung der Landbevölkerung durch die Zerstörung nicht-christlicher religiöser Stätten und die Errichtung von Kirchen und Klöstern, schreibt sein Biograph Sulpicius Severus in der Vita Sancti Martini: „Vor Martin gab es nur ganz wenige, eigentlich niemand, der in dieser Gegend den christlichen Glauben angenommen hatte. Durch seine Tugenden und sein Glaubensbeispiel ist der Glaube in einem solchen Maß gewachsen, dass es heute keinen Ort gibt, der nicht voll ist von Kirchen und Klöstern. Denn überall dort, wo er heidnische Kultstätten zerstörte, baute er Gotteshäuser und Klöster.“
Als Martin in Augusta Treverorum (heute Trier) weilte, klagten die Gegner des häretischen Bischofs Priscillian von Ávila diesen in Trier bei Kaiser Magnus Maximus an. Auf Betreiben Martins beendete Maximus den Prozess, ließ ihn aber nach der Abreise Martins aus Trier wieder aufnehmen und Priscillian 385 zum Tode verurteilen. Als Martin von der Hinrichtung erfuhr, protestierte er bei Kaiser Maximus ebenso wie Ambrosius von Mailand und Siricius von Rom scharf gegen dieses Vorgehen.
Als Martin 386 nach Trier kam, um sich bei Maximus für zwei Anhänger des 383 getöteten Kaisers Gratian einzusetzen, verweigerte er den Bischöfen um Ithacius, die die Verurteilung Priscillians betrieben oder gebilligt hatten, die eucharistische Gemeinschaft. Auf Drohungen des Kaisers, sowohl mit der Verfolgung der priscillianischen Gruppen als auch rechtgläubiger, mit Martin verbundener asketischer Gruppen zu beginnen, ließ Martin sich bewegen, die eucharistische Gemeinschaft mit den beteiligten Bischöfen zumindest während der Bischofsweihe des Trierer Bischofs Felix wieder aufzunehmen.
Am 8. November 397 (oder 11. November 402) starb Martin im Alter von 81 Jahren auf einer Visite in Candes, einer Stadt seines Bistums. Er wurde am 11. November in Tours unter großer Anteilnahme der Bevölkerung beigesetzt. Am Sterbebett wird ihm der Satz zugeschrieben: mortem non timeo, vivere autem non recuso (den Tod fürchte ich nicht, weiter zu leben lehne ich aber nicht ab).

## Hagiographische Überlieferung

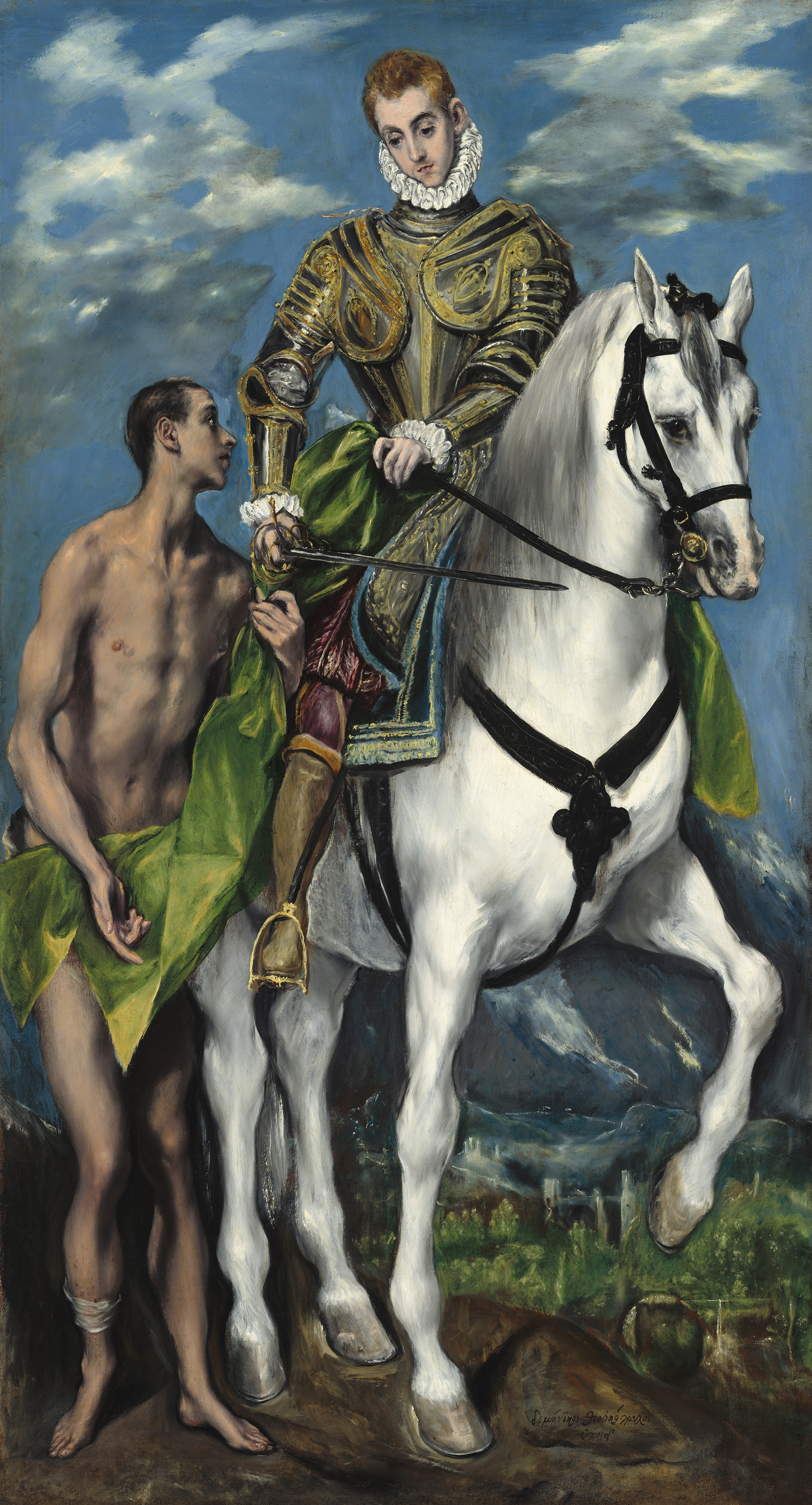
Der heilige Martin und der Bettler
(El Greco, 1597/99, National Gallery of Art, Washington D.C.)

Martins Biograph, Sulpicius Severus, kannte ihn persönlich und begann die Niederschrift seiner Vita Sancti Martini bereits zu Lebzeiten Martins. Eine spätere Vita stammt von Paulinus von Périgueux, niedergeschrieben etwa sechzig Jahre nach Martins Tod.
Sulpicius schreibt Martin Wundertätigkeit zu, beispielsweise Totenerweckungen, die Martin bewirkte, indem er sich über einen Verstorbenen legte und betete. Eine weitere Überlieferung besagt, dass Martin im Jahr 371 in der Stadt Tours von den Einwohnern zum Bischof ernannt werden sollte. Martin, der sich des Amtes unwürdig empfand, habe sich in einem Gänsestall versteckt. Die aufgeregt schnatternden Gänse verrieten aber seine Anwesenheit, und er musste das Bischofsamt annehmen. Davon leite sich auch der Brauch ab, am Fest des Heiligen eine Martinsgans zuzubereiten.
Die Legende der Martinsmesse, die beispielsweise im Klarenaltar des Kölner Doms dargestellt ist, besagt, dass Martin, nachdem er seinen Rock einem Armen gab und der für ihn auf dem Markt neu gekaufte zu kurze Ärmel hatte, von Engeln während der Messe prächtig gekleidet wurde und ein Lichtstrahl vom Himmel auf ihn herabkam.

## Verehrung

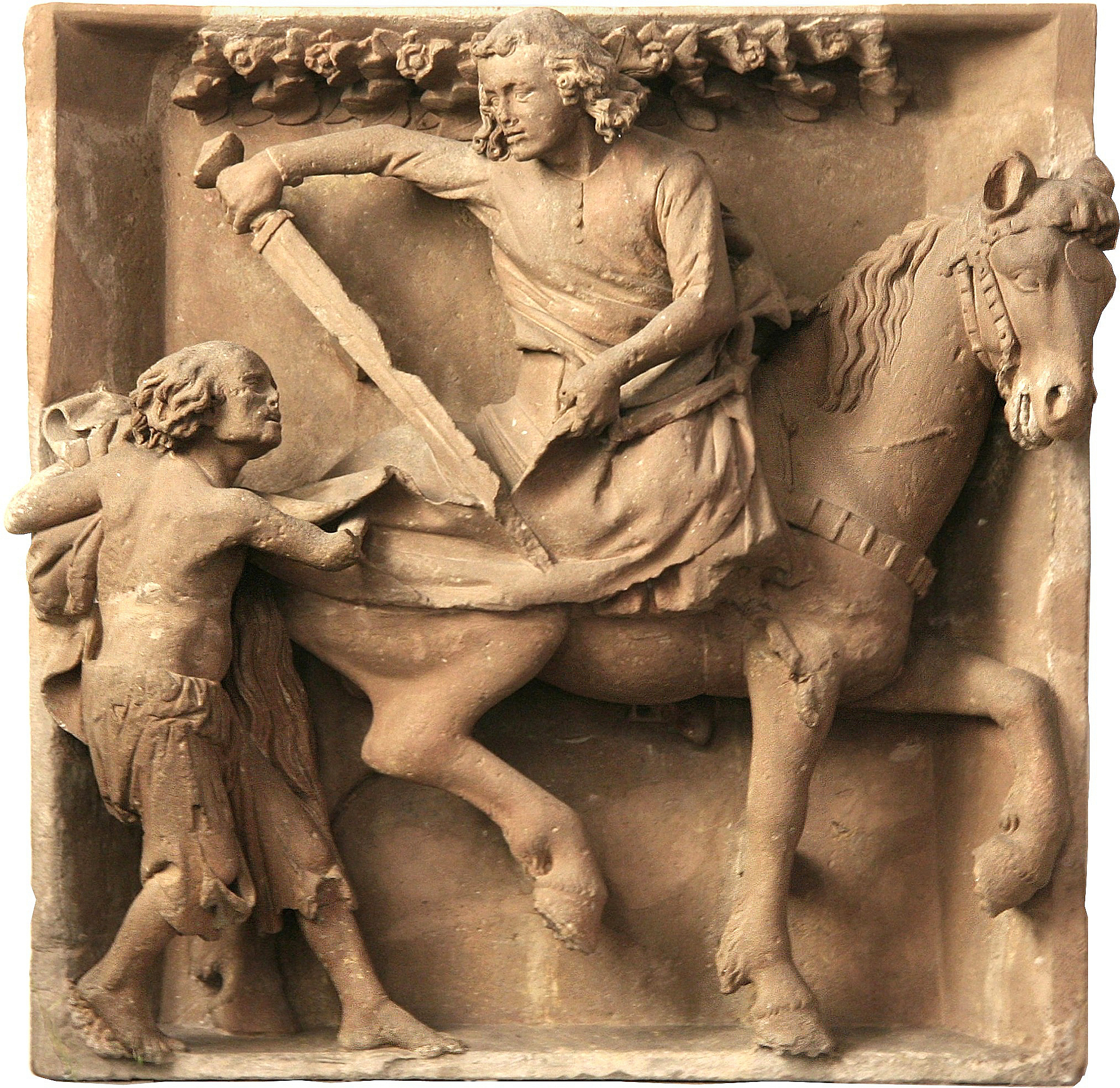
Der Bassenheimer Reiter, eine Martinsdarstellung des Naumburger Meisters, ursprünglich am Westlettner des Mainzer Doms St. Martin, um 1240

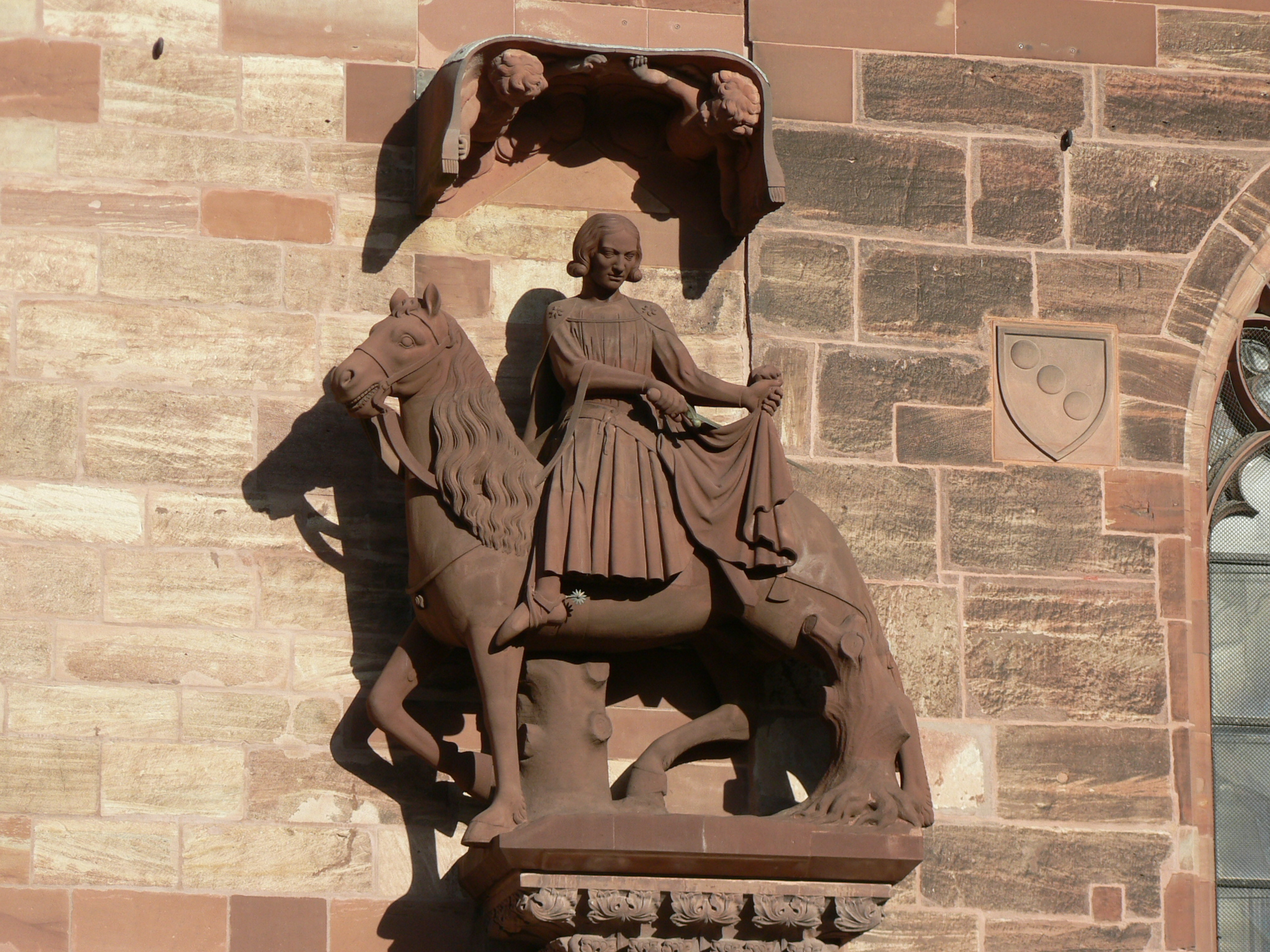
St. Martin am Martinsturm des Basler Münsters, 1340

Sulpicius Severus, ein Weggefährte Martins, verfasste um 395 die maßgebliche Vita über den Heiligen, welche erstmals 1466 ins Deutsche übersetzt wurde. Diese Lebensbeschreibung diente im Frühmittelalter im Bereich der fränkischen Reichskirche und darüber hinaus auch in der Westkirche als eine Vorlage für Heiligenviten. Dies ist dem Umstand zu verdanken, dass Martin eines natürlichen Todes starb, also kein Märtyrer, sondern ein Bekenner war, und seine Lebensbeschreibung ein Beispiel für ein vorbildhaftes Leben gab.
Der Martinskult ist erstmals um 400 in Ligugé dokumentiert. Etwa gleichzeitig beginnt auch die Ikonographie des Heiligen mit dem Martinszyklus im Kloster Primuliacum. Nach 450 wurde Martins Grab, und hier besonders sein Mantel (lateinisch cappa), zum Pilgerziel.
Ein wichtiger Förderer der frühmittelalterlichen Martinsverehrung war Gregor von Tours, Nachfolger auf dem Bischofssitz von Tours. Er verfasste vier Bücher über die Wunder des heiligen Martin und schildert auch in seiner Geschichte des Frankenreiches die Biographie des Heiligen. Der Frankenkönig Chlodwig erhob Martin zum Reichsheiligen der fränkisch-merowingischen Könige; Martins Mantel wurde zur Reichsreliquie. Aufbewahrt wurde sie häufig in kleineren, als Kirchenraum dienenden Räumlichkeiten, die danach auch als „Kapellen“ bezeichnet wurden. Die die Cappa begleitenden Geistlichen, die Kapellane, nahmen, da sie lesen und schreiben konnten, neben ihren seelsorgerischen Pflichten auch das Amt der Hof- und Urkundenschreiber wahr. Daraus erklärt sich auch der Name Hofkapelle für die königliche Kanzlei des Frankenreiches.
Nachdem die Grabstätte des Heiligen im Zuge der Französischen Revolution verwüstet worden war, erfuhr die Martinsverehrung im Frankreich des 19. Jahrhunderts eine neue Blüte, die vor allem durch antirepublikanische Strömungen im Katholizismus dieser Zeit geprägt waren. Joseph Hippolyte Guibert, Bischof von Tours (1857–1871), förderte die Verehrung des Heiligen und beauftragte 1860, nachdem bei Bauarbeiten die Grablege des Heiligen wiederentdeckt worden war, den Architekten Victor Laloux mit dem Bau einer neuen Basilika an dieser Stelle.
Martin ist der Schutzpatron Frankreichs und der Slowakei. Er wird als Landespatron des Burgenlandes und als Patron der Stadt Mainz, des Eichsfelds sowie als Patron des Mainzer Doms verehrt. Ebenso ziert er das Wappen vieler Orte. Er ist zudem Namensgeber und Schutzpatron des St.-Martin-Ordens, einer international tätigen Hilfsorganisation. Auf ihn beruft sich auch die Priestergemeinschaft Sankt Martin, die 1976 in Genua als Zusammenschluss katholischer Priester gegründet worden ist.
Aufgrund seiner Vita ist der heilige Martin Schutzheiliger der Reisenden und der Armen und Bettler sowie der Reiter, im weiteren Sinne auch der Flüchtlinge, Gefangenen, Abstinenzler und der Soldaten.
Um 480 legte Perpetuus, der dritte Nachfolger Martins als Bischof von Tours, den Gedenktag des hl. Martin auf den Tag seiner Beisetzung, den 11. November. Am folgenden Tag begann der Advent, der wie die Fastenzeit 40 Tage dauerte. Damit war für die adventliche Buß- und Fastenzeit, die fortan auch Martinsquadragese genannt wurde, ein einprägsamer Beginn gesetzt.

### Baugeschichte von Kirche und Kloster
Eine kurzgefasste Baugeschichte gibt Sedlmayr. Er erwähnt die erste Kapelle über dem Grab Martins (um 400), die erste Kirche um 470, den Besuch Chlodwigs am Grab bei seinem Übergang zum Christentum 498, worauf die Kirche zum Nationalheiligtum der Franken wurde. Im 8. Jh. wurde das Kloster benediktinisch, und am Anfang des 9. Jh. ein weltliches Stift. Hier blühte das Skriptorium von Alkuin, wo die Alkuin-Bibeln bis zu den Normanneneinfällen um 850 hergestellt wurden. Um 997 bis 1003 wurde eine neue Kirche erbaut (Tours III) und 1014 geweiht, umgebaut zu Tours IV von 1050 bis um 1100 und zu einer frühgotischen Kirche um 1175 (Tours V). In der Revolution wurde das Kloster 1793 nationalisiert und die Kirche als Militärstall gebraucht. Sie stürzte 1797 zum Teil ein und wurde um 1800 abgebrochen. Von 1887 bis 1922 entstand ein wesentlich kleinerer Neubau im neoromanischen Stil.

### Namenstag

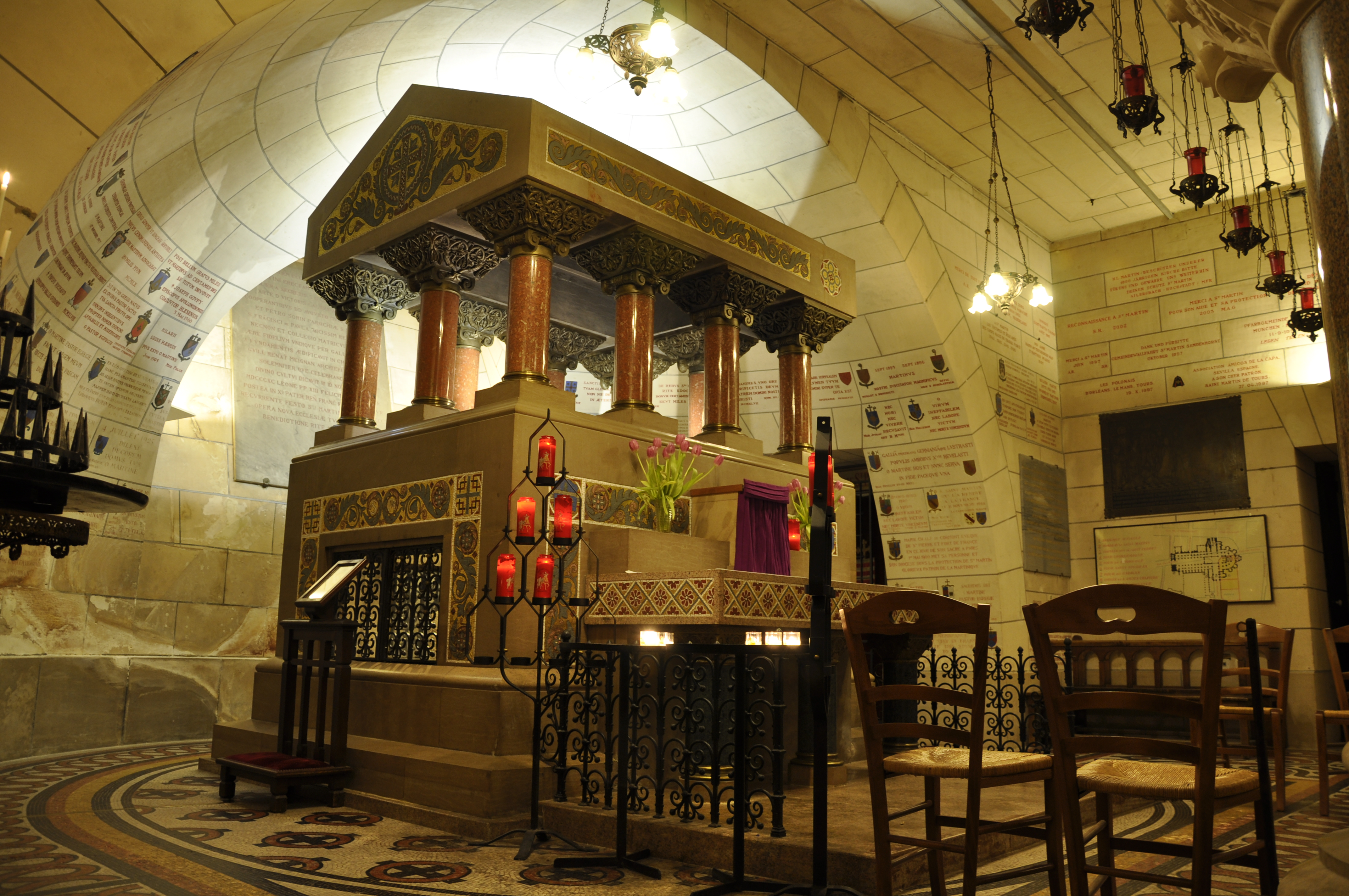
Grab in Saint-Martin de Tours

Der Gedenktag des Heiligen fällt auf den 11. November (Martinstag), den Tag der Grablegung des hl. Martin. Zahlreiche Bauernregeln für diesen auch als Glückstag geltenden Kalendertag, der nach dem Julianischen Kalender auf den Winteranfang am 10. November folgt, treffen Aussagen über die Witterungssituation des kommenden Winters:
- „Hat Martini einen weißen Bart, wird der Winter lang und hart.“
- „Wenn an Martini Nebel sind, wird der Winter meist gelind.“

Auf den mittelalterlichen Freipfennigen setzte man den hl. Martin als notabene (= wohlgemerkt oder merke wohl) als Hinweis für die rechtzeitige Bezahlung des Freizinses auf die Münze: Sein Namenstag war der Beginn der Zahlungsfrist.

### Brauchtum
Der Martinstag wird in vielen Gebieten mit Umzügen und anderem Brauchtum begangen. Da Martins Leichnam in einer Lichterprozession mit einem Boot nach Tours überführt wurde, feiern vor allem die Kindergärten ein „Laternenfest“ mit Laternelaufen. In Köln etwa gibt es im Jahr 2024 über 70 Martinszüge vor allem an Grundschulen und Kindertagesstätten. In der Deutschschweiz ist dieser Brauch als „Räbeliechtli-Umzug“ bekannt.  In vielen Regionen Deutschlands gehen Kinder dem Heischebrauch des Martinssingens nach. Im Osten Österreichs und den benachbarten Teilen Ungarns und der Slowakei sowie in Südschweden wird am 11. November traditionell die Martinsgans als Festspeise verzehrt. In Mittelfranken (Nürnberg und Umgebung) stellen Kinder am Vorabend Stiefel vor die Türe, die am Morgen mit Süßigkeiten gefüllt sind. In Ostschwaben (Bayern) und Augsburg war früher der Nussmärtl bekannt – an St. Martin wurden die Kinder mit Nüssen und Äpfeln beschenkt. In manchen Orten kommt der „Belzermäddl“ (in der Regel auf Bestellung der Eltern) auch in die Häuser, um Tadel und Lob über das Verhalten der Kinder auszusprechen und die Geschenke mitzubringen.
Da der Martinstag mit kirchlichen Festen und Umzügen verbunden war, war er in vielen Gegenden des Rheinlandes als Kirchmesstag ein Tag von ökonomischer Bedeutung: Anfang November war das bäuerliche Wirtschaftsjahr endgültig zu Ende, Pachten und Zinsen wurden ausgezahlt und Verträge abgeschlossen, erneuert oder aufgelöst. Zahlreiche alte Urkunden bestimmen oft den Martinstag als Ziel- und Zahltag, das „Geschäftsjahr“ dauerte sozusagen von St. Martin zu St. Martin.
In evangelischen Gebieten verbindet sich der Martinsbrauch auch mit dem Gedenken an Martin Luther, der am 11. November getauft wurde, etwa bei der Martinsfeier in Erfurt.

### Attribute
Martin wird entweder als römischer Soldat auf dem Pferd dargestellt, während er seinen Schultermantel teilt, oder er wird als Bischof mit den ikonografischen Attributen Rad oder Gänse abgebildet.

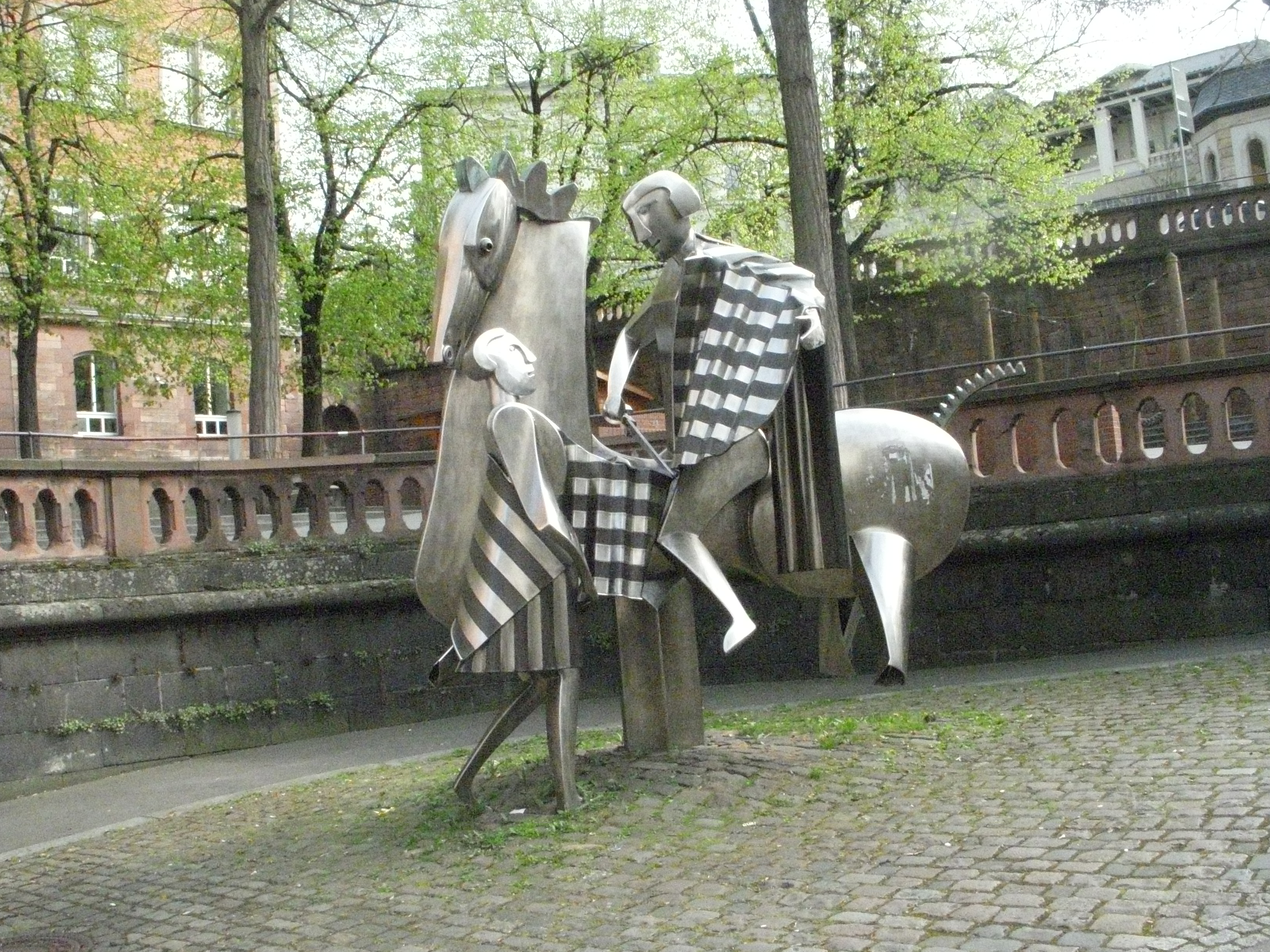
Edelstahlskulptur in der Mainzer Altstadt
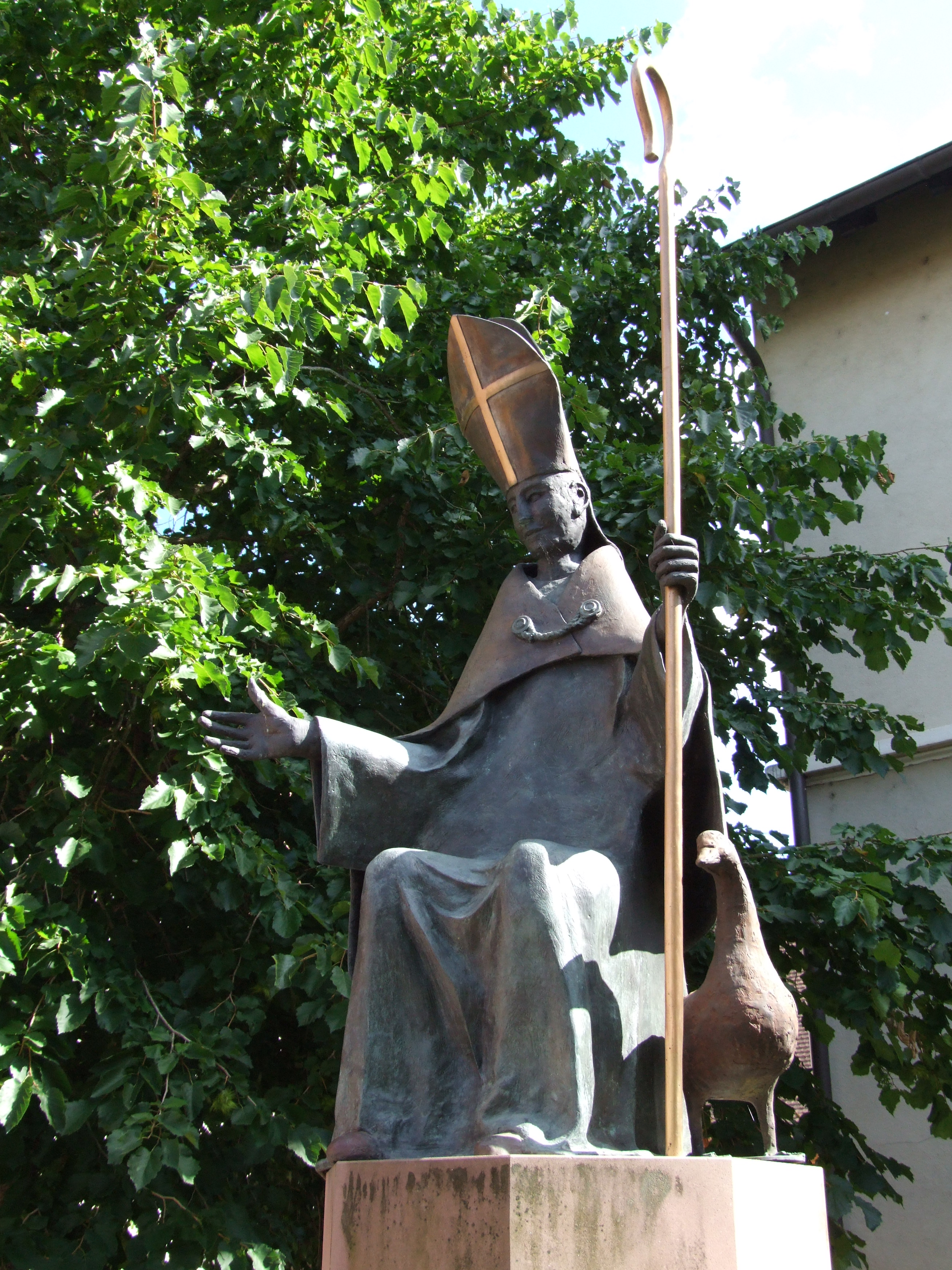
St. Martin von Tours mit der Gans (sein Attribut) in Waldsee (Pfalz)
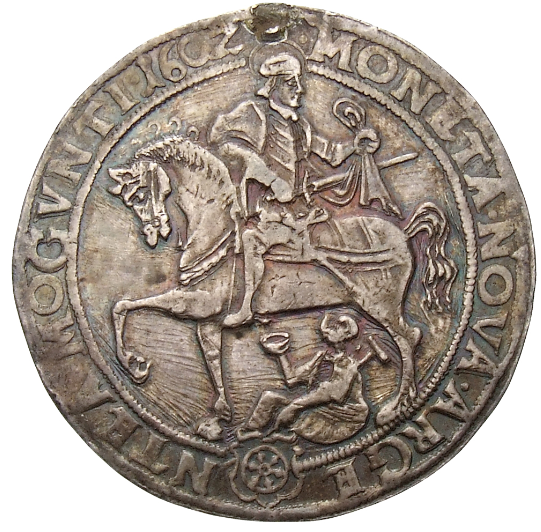
Bettlertaler von 1602, Erzbistum Mainz. Szene der Mantelteilung

### Heraldik

Ortswappen von Flims

Im Wappen ist Martin von Tours eine gemeine Figur. Er ist einer der Heiligen, der in der Heraldik für die Religion in der Wappenkunst steht.
Seine Darstellung erfolgt als Reiter, mit Schwert einen Mantel zerteilend, vor ihm kniend der Bittende. Ein Heiligenschein um den Kopf erhöht die Wertigkeit des Reiters, wurde jedoch in Gebieten der Reformation häufig weggelassen.
Da Martin als Patron des Bistums Mainz gilt, finden sich auf dem Gebiet des Bistums und ehemaligen Erzbistums in Rheinland-Pfalz und Hessen gehäuft Orte mit Martinsdarstellungen im Wappen.
Eine Auswahl von Wappen, in denen er dargestellt wird, befindet sich in der Liste der Wappen mit Martin von Tours.

### Kulturweg des Europarats

Ortswappen von Zillis.

Der Martinusweg ist seit 2005 ein Teil des Kulturweges des Europarats und so dem Andenken des Heiligen gewidmet.

### Banknote
St. Martin ist auf der 100-Schweizer-Franken-Banknote von 1956 (fünfte Serie; Rückseite) dargestellt.

## Ortsnamen und Patrozinien
- Sankt Martin
- Saint-Martin, Saint Martin (französisch, englisch)
- La Fontaine-Saint-Martin (französisch)
- Fontaines-Saint-Martin (französisch)
- San Martino (italienisch)
- Sint Maarten (niederländisch)
- Sveti Martin (kroatisch)
- Szent Márton (ungarisch)
- Priestergemeinschaft Sankt Martin
- Martinskirche, Martinsdom
- Martinsschule
- Martinsdorf, Gemeinde Gaweinstal (Österreich)
- Mattersburg im Burgenland, Österreich (auf Ungarisch Nagymarton)
- Martinstein (Rheinland-Pfalz, Deutschland)
- Mertesdorf (Rheinland-Pfalz, Deutschland)
- Merten (Bornheim)
- Diözese Rottenburg-Stuttgart und Rottenburger Dom St. Martin
- Martinusweg in der Diözese Rottenburg-Stuttgart
- Marttila (finnisch)
- Martin (slowakisch)
- Martinov, Stadt Ostrava (tschechisch)

### Lexikonartikel
- Martin Heinzelmann: Martin von Tours. In: Reallexikon der Germanischen Altertumskunde (RGA). 2. Auflage. Band 19, Walter de Gruyter, Berlin/New York 2001, ISBN 3-11-017163-5, S. 365–369.
- Dieter von der Nahmer: Martin von Tours, Bischof († 397). In: Lexikon des Mittelalters (LexMA). Band 6. Artemis & Winkler, München/Zürich 1993, ISBN 3-7608-8906-9, Sp. 344 f.
- Hanns Christof Brennecke: Martin von Tours. In: Religion in Geschichte und Gegenwart (RGG). 4. Auflage. Band 5, Mohr-Siebeck, Tübingen 2002, Sp. 858–859.
- Luce Pietri: Martin von Tours (316/317[336?]–397). In: Theologische Realenzyklopädie (TRE). Band 22, de Gruyter, Berlin / New York 1992, ISBN 3-11-013463-2, S. 194–196.
- Jacques Fontaine: Martin, hl. In: Walter Kasper (Hrsg.): Lexikon für Theologie und Kirche. 3. Auflage. Band 6. Herder, Freiburg im Breisgau 1997, Sp. 1427–1428.
- Adriaan Breukelaar: Martinus von Tours. In: Biographisch-Bibliographisches Kirchenlexikon (BBKL). Band 5, Bautz, Herzberg 1993, ISBN 3-88309-043-3, Sp. 949–955 (Artikel/Artikelanfang im Internet-Archive am 2007-06-29).

### Biografien
- Andreas Drouve: Der heilige Martin. Patron der Armen – Vorbild der Nächstenliebe. Lahn-Verlag, Kevelaer 2011, ISBN 978-3-8367-0770-1.
- Joachim Drumm (Hrsg.): Martin von Tours. Der Lebensbericht von Sulpicius Severus, Ostfildern 1997.
- Jacques Fontaine: Vérité et fiction dans la chronologie de la Vita Martini. In: Studia Anselmiana 1961, S. 189–236.
- Martin Happ: Alte und neue Bilder vom Heiligen Martin. Brauchtum und Gebrauch seit dem 19. Jahrhundert. Böhlau, Köln 2006, ISBN 3-412-05706-1.
- Roman Mensing: Martin von Tours. Patmos, Düsseldorf 2004, ISBN 3-491-70380-8.
- Régine Pernoud: Martin von Tours. Einer, der wußte, was recht ist – Biographie. Herder, Freiburg 1997 (übersetzt von Bernardin Schellenberger aus Original: Rencontre. Bayard & Centurion, Paris 1996).
- Judith Rosen: Martin von Tours. Der barmherzige Heilige. Philipp von Zabern, Darmstadt 2016, ISBN 978-3-8053-5024-2.
- Clare Stancliffe: St. Martin and his hagiographer. History and miracle in Sulpicius Severus, Oxford 1983.